# 1221 Avenue of the Americas
1221 Avenue of the Americas, früher auch McGraw-Hill Building genannt, ist ein Wolkenkratzer in Manhattan in New York City. Der Büroturm ist als sogenanntes „Y“-Gebäude Teil der XYZ Buildings, die in den 1960er und 1970er Jahren als Westerweiterung des Rockefeller Centers errichtet wurden.

## Beschreibung
Der Wolkenkratzer steht auf der Westseite der Avenue of the Americas, die auch als Sixth Avenue bezeichnet wird, zwischen der West 48th und 49th Street in Midtown Manhattan. Benachbarte Wolkenkratzer sind 1251 Avenue of the Americas („X“-Gebäude) im Norden und 1211 Avenue of the Americas („Z“-Gebäude) im Süden, die ebenfalls zum Rockefeller Center gehören. Östlich gegenüber befindet sich das 259 m hohe Comcast Building (30 Rockefeller Plaza) mit der bekannten Aussichtsplattform Top of the Rock und nördlich davon die Radio City Music Hall.
Der Büroturm war früher der Hauptsitz des Verlags McGraw-Hill und ist nach diesem benannt worden. 2011 wurde der Verlag in McGraw-Hill Financial (seit 2016 S&P Global) und McGraw-Hill Education geteilt. Der Baubeginn des Gebäudes war 1969, die Fertigstellung erfolgte 1972. Der Turm hat eine Höhe von 205,4 Metern (674 Fuß) und besitzt 51 Etagen, die zum größten Teil mit Büros belegt sind. Ein siebengeschossiger Sockel umschließt den westlichen Teil des Wolkenkratzers. Das Tragwerk des Bauwerks besteht aus mit Aluminium und Gips verkleideten Stahlstützen an der Fassade sowie einem Stahlkern im Innern des Turms, wo auch Aufzüge und Versorgungsleitungen untergebracht sind. Die schmucklose Fassade besteht aus Pfeilern aus rotem Granit, die sich mit verglasten Streifen abwechseln, um die Vertikalität des Turms zu unterstreichen. Nach dieser Bauweise wurde auch das alte bis 2001 bestehende World Trade Center errichtet. 2016 erfuhr die Lobby eine von den MdeAS Architects durchgeführte Modernisierung.
Das Gebäude ist etwa 35 Meter von der Sixth Avenue zurückgesetzt. Der davor befindliche öffentliche Platz hatte einen etwa eine Etage tiefer gelegenen Innenhof, genannt „Sunken courtyard“, mit der Skulptur „Sun Triangle“ von Athelstan Frederick Spilhaus und eine als Bodenmosaik gestaltete Weltkarte. Ab 2017 geplant, fand bis 2023 mit Kosten von 50 Millionen Dollar nach Plänen von Antonio Citterio eine groß angelegte Umgestaltung des Platzes statt. Hierbei hob man den teils begrünten Platz außer einer runden Aussparung in der Mitte, in die man mittels Treppen und Lift hinunter zu den Einzelhandelsflächen gelangt, auf Straßenniveau an. Von hier und dem Gebäude selbst gelangt man zur Station 47-50 Rockefeller Center der New York City Subway, wo die Linien  verkehren. An der Westseite führt von der 48th zur 49th Street eine Fußgängerpassage mit Wasserfall und Sitzgelegenheiten.
In der Nachhaltigkeit erhielt der Wolkenkratzer im Jahr 2022 von der U.S. Green Building Council die LEEDv4.1 Gold-Zertifizierung.
Mieter in der 1221 Avenue of the Americas sind unter anderem Sirius XM Satellite Radio, dessen Hauptsitz und Sendeanlage sich im Gebäude befinden, sowie NBCUniversal und die Anwaltskanzleien Mayer Brown und White & Case. Hier fanden Dreharbeiten im Außenbereich und in der Lobby für den Film „Der Teufel trägt Prada“ aus dem Jahr 2006 sowie für Innenaufnahmen der Fernsehserie „Suits“ statt.

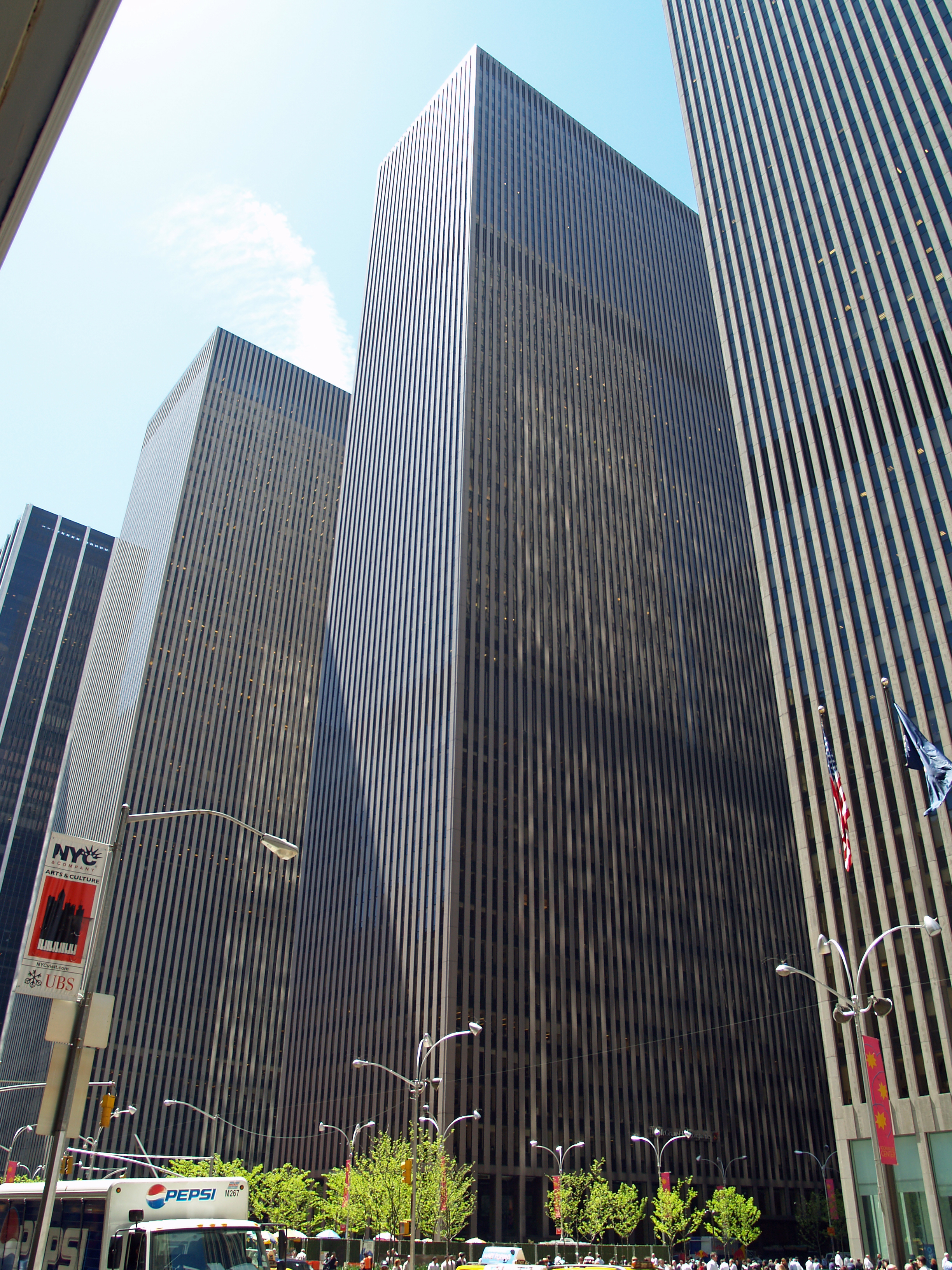
XYZ Buildings, in der Mitte 1221 Avenue of the Americas
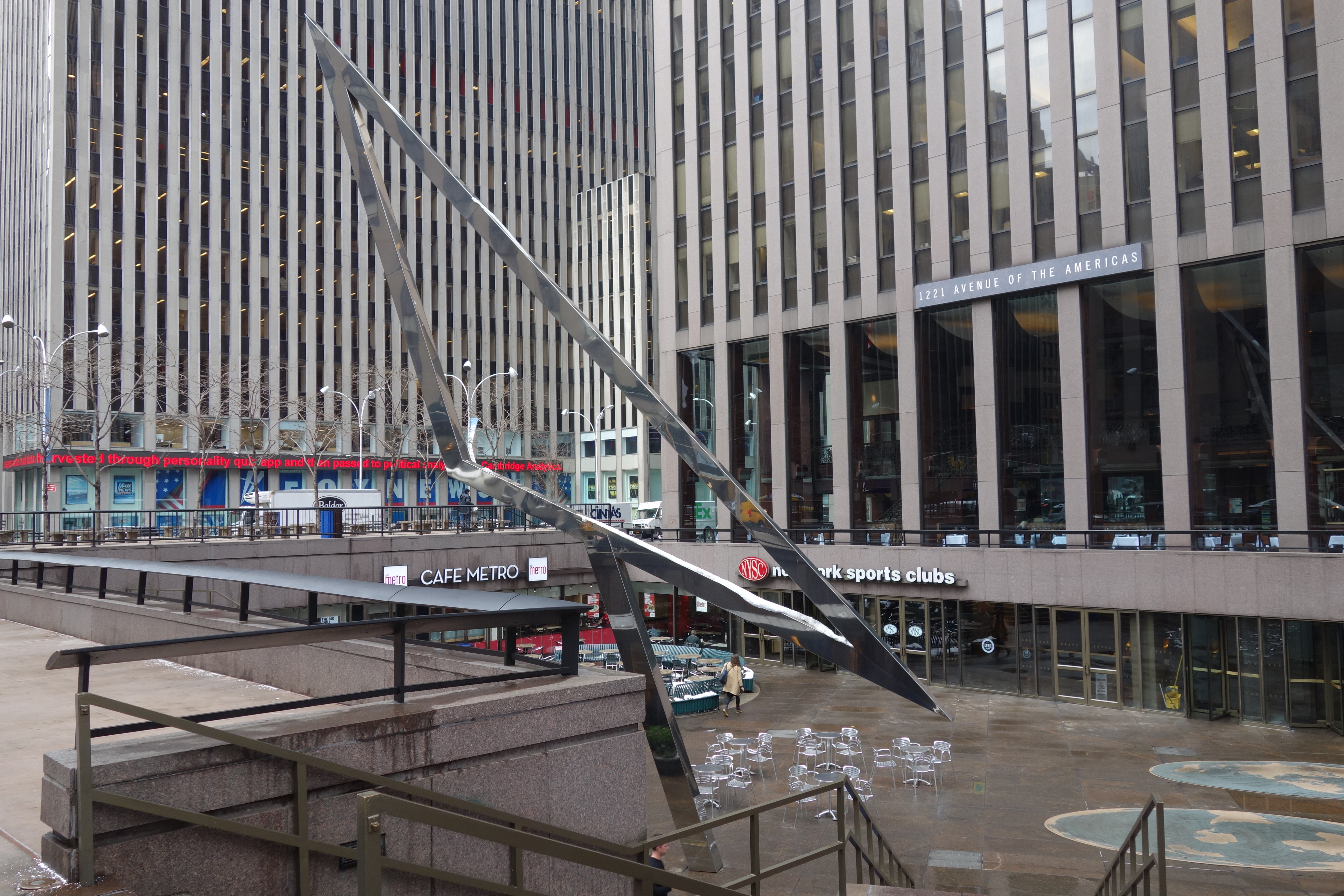
Der sogenannte versunkene Innenhof (Sunken courtyard) vor dem Umbau 2018
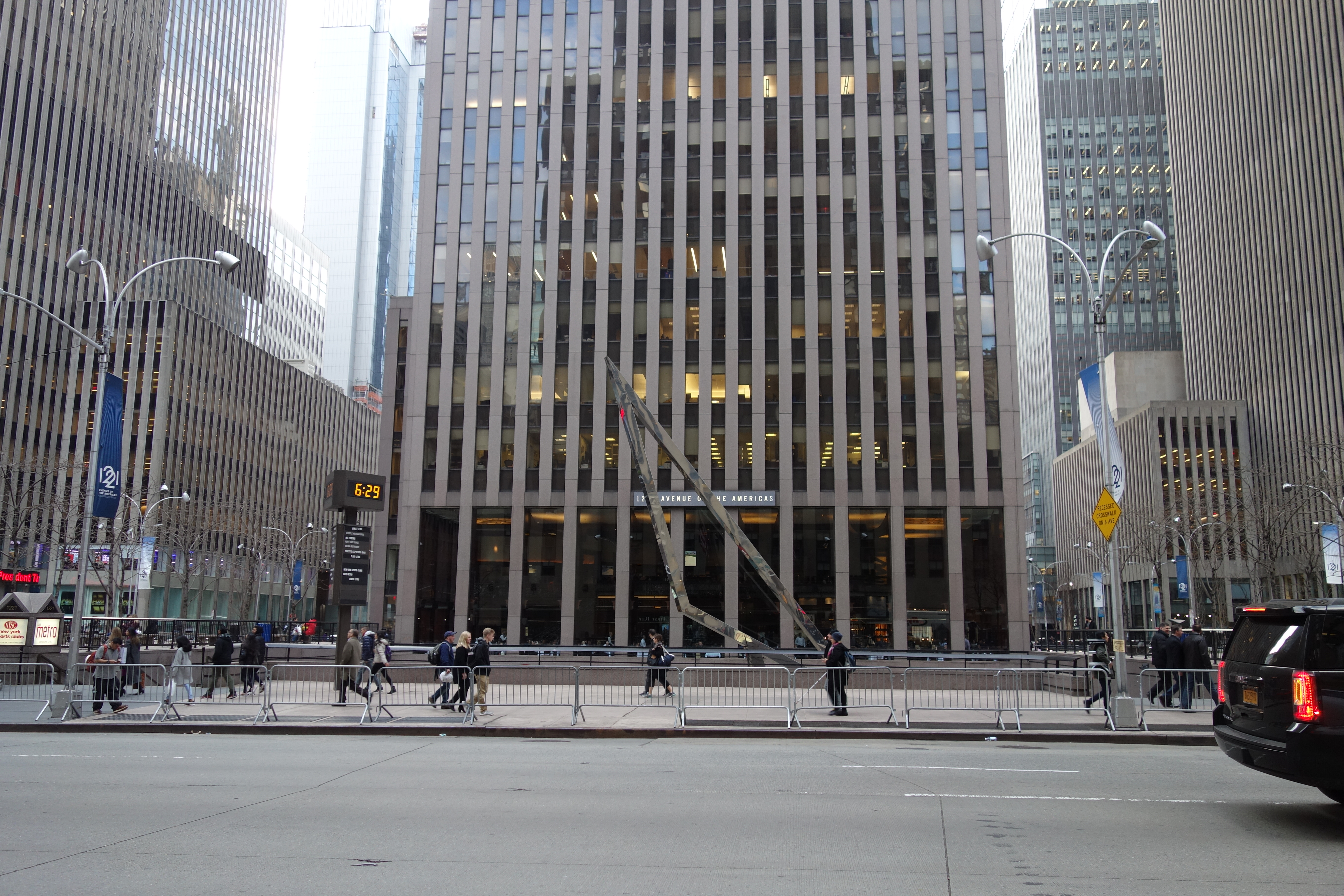
Blick von der Sixth Avenue auf die Basis und den „Sun Triangle“
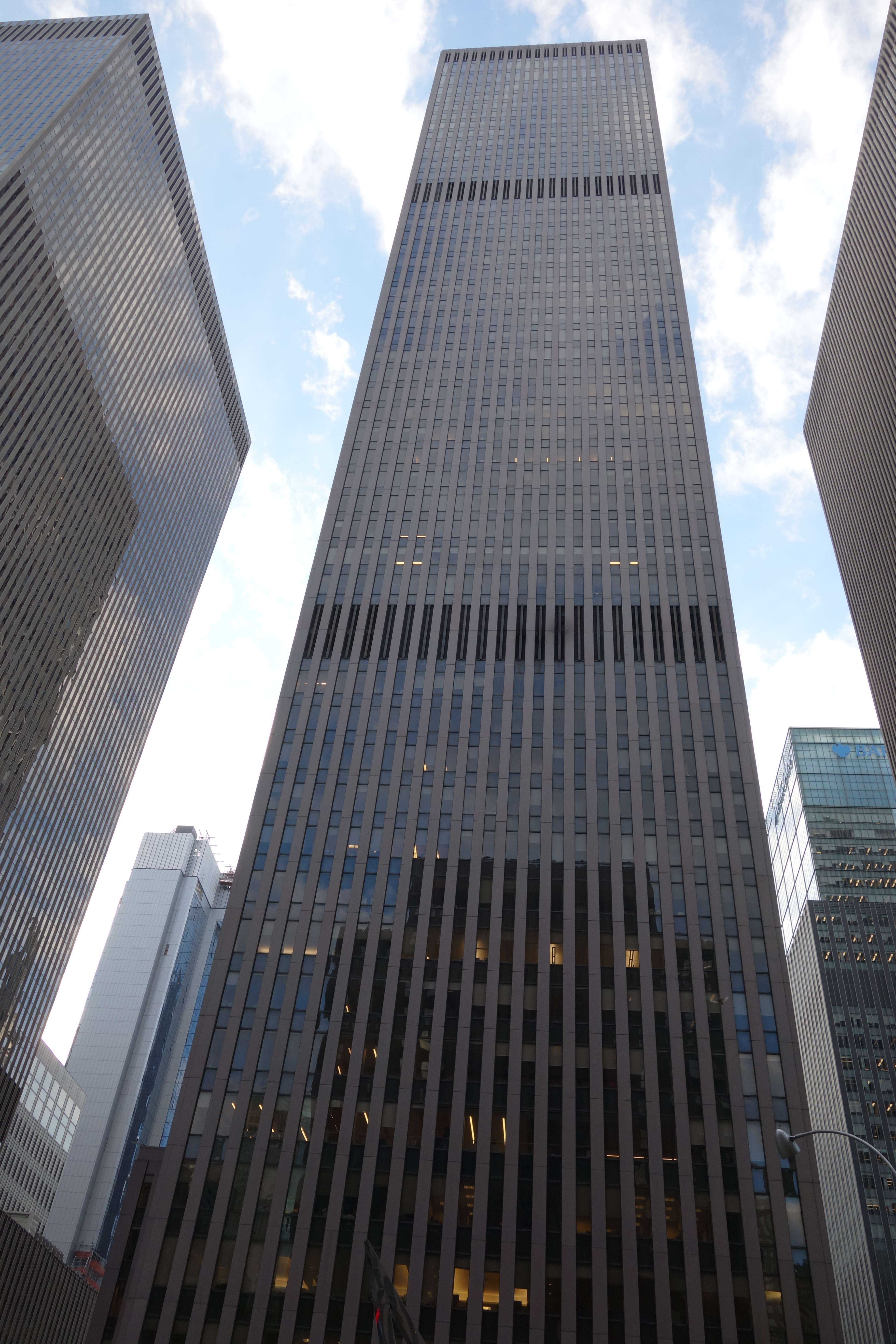
1221 Avenue of the Americas
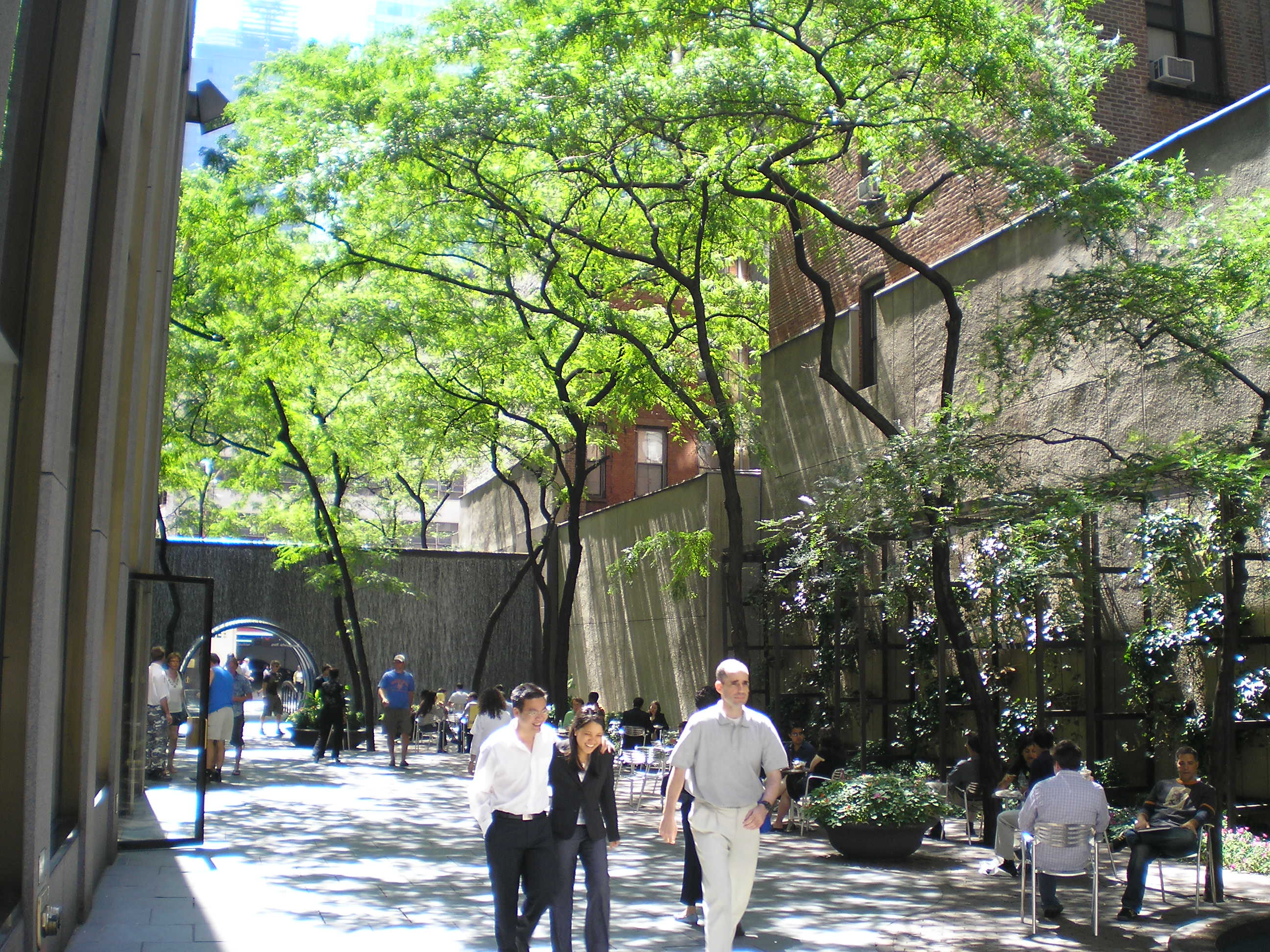
Passage von der 48th zur 49th Street